# Romanel-sur-Morges
Romanel-sur-Morges je obec na jihozápadě Švýcarska, v okrese Morges v kantonu Vaud. Žije zde 458 obyvatel.

## Geografie

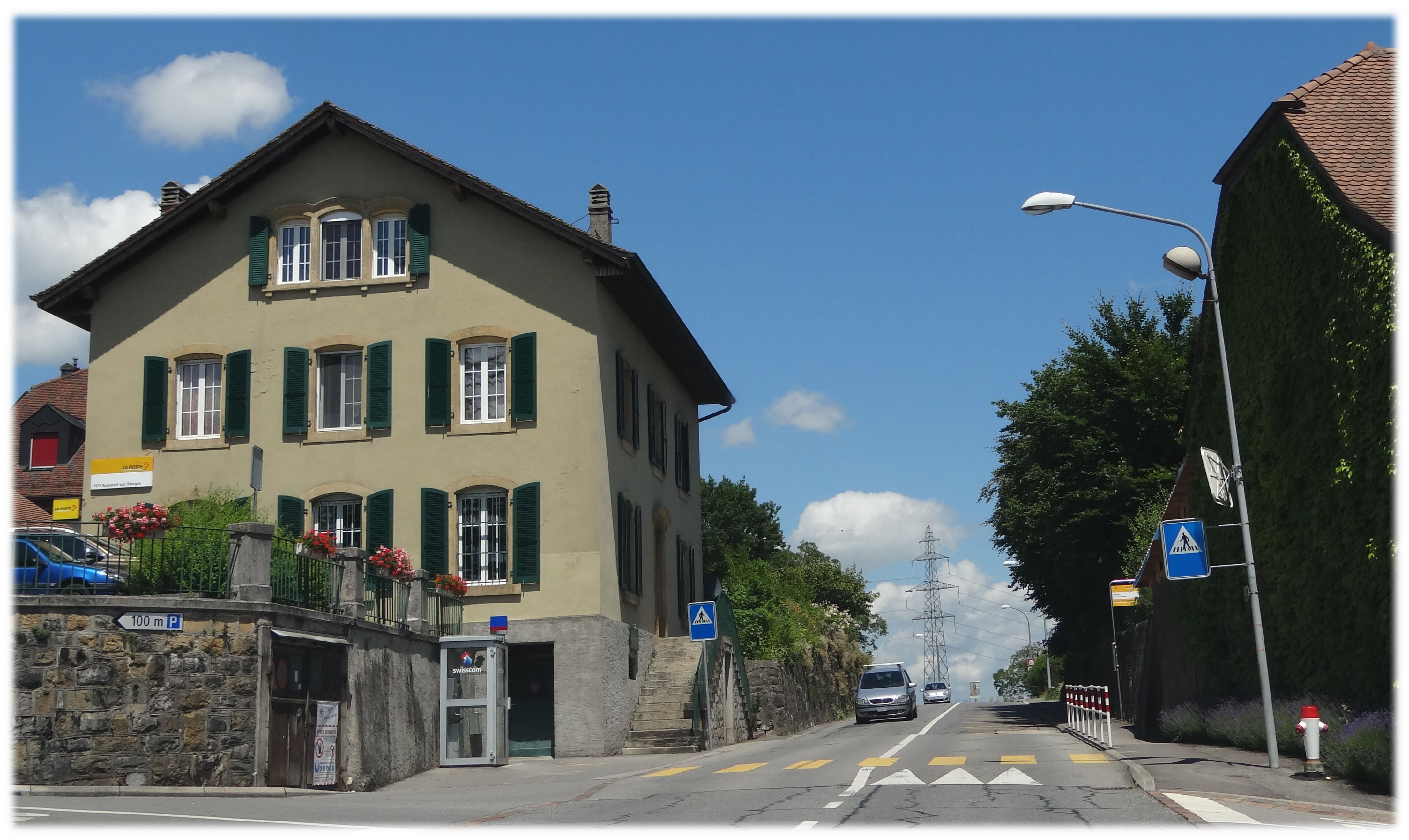
Centrum obce

Romanel-sur-Morges leží v nadmořské výšce 452 m, vzdušnou čarou 5 km severně od okresního města Morges. Obec se nachází na náhorní plošině nad potokem Arena, západně od údolí řeky Venoge, v jihozápadní části regionu Gros de Vaud, ve střední části kantonu Vaud.
Území obce o rozloze 1,8 km² pokrývá část mírně zvlněné náhorní plošiny ve Vaudské plošině. Území obce se rozprostírá od západního okraje údolí Venoge směrem na západ přes náhorní plošinu Romanel s kopcem Les Grez (485 m n. m.) až po svah kopce Trente-Chiens, kde se nachází nejvyšší bod obce ve výšce 500 m n. m. Území obce se rozkládá na severovýchodním okraji údolí Venoge. Zalesněné údolí potoka Arena zabírá jihovýchodní část obce, zatímco jeho levý přítok Néziau protéká jižně od obce. V roce 1997 bylo 11 % rozlohy obce pokryto zastavěnou plochou, 15 % lesy a lesními porosty a 74 % zemědělstvím.
Romanel-sur-Morges zahrnuje také řadu samostatných zemědělských usedlostí. Sousedními obcemi jsou Aclens, Bremblens a Echichens.

## Historie
První zmínka o obci pochází z roku 967 a nese název villa Romanella. Název odkazuje na místo, které obývali Římané, nebo na usedlost osoby zvané Roman(i)us. Od středověku byl Romanel-sur-Morges podřízen pánům z Cossonay. V roce 1410 část panství obce koupilo panství Colombier. Od roku 1675 patřilo celé panství městu Morges.
Po dobytí Vaudu Bernem v roce 1536 přešla obec pod správu panství Morges. Po pádu Staré konfederace patřila obec v letech 1798–1803 v období helvétského soustátí ke kantonu Léman, který byl poté po vstupu v platnost Ústavy o zprostředkování sloučen s kantonem Vaud. V roce 1798 byla obec přiřazena k okresu Morges.

## Obyvatelstvo
| Rok            | 1850 | 1900 | 1910 | 1930 | 1950 | 1960 | 1970 | 1980 | 1990 | 2000 |
| Počet obyvatel | 148  | 166  | 147  | 138  | 138  | 128  | 212  | 254  | 422  | 441  |

Z celkového počtu obyvatel je 93,4 % francouzsky mluvících, 3,0 % německy mluvících a 1,1 % italsky mluvících (k roku 2000). V roce 1900 žilo v Romanel-sur-Morges celkem 166 obyvatel. Poté, co do roku 1960 počet obyvatel klesl na 128, byl opět zaznamenán rychlý nárůst a během 40 let se počet obyvatel zčtyřnásobil.

## Hospodářství
Až do druhé poloviny 20. století byl Romanel-sur-Morges převážně zemědělskou obcí. Dnes má zemědělství pro obživu obyvatel jen okrajový význam. Na svazích kopce Les Grez se nachází několik malých vinařských oblastí.
Vznik obchodní a průmyslové zóny v údolí Venoge výrazně změnil hospodářskou strukturu obce. Významné podniky se specializují na elektromechaniku, přesnou mechaniku, informační technologie (celosvětově působící společnost Logitech) a stavbu rozvaděčů. V Romanel-sur-Morges se nachází také sýrárna. V posledních desetiletích se obec rozvinula v rezidenční obec. V důsledku toho mnoho pracujících dojíždí za prací především do Morges a Lausanne.

## Doprava
Obec má dobré dopravní spojení. Leží na hlavní silnici z Morges do Cossonay. Romanel-sur-Morges je napojen na síť veřejné dopravy prostřednictvím linky Postbusu, která jezdí z Morges do Cossonay.